# Misoginia de las mujeres negras
La misoginia de las mujeres negras (a veces conocido como misogynoire, misogynoir,  misoginegra o misoginegro) es una expresión que hace referencia a la misoginia dirigida hacia las mujeres negras en la que tanto la raza como el género desempeñan un papel. El término fue acuñado por la escritora feminista negra Moya Bailey en 2010 para abordar la misoginia dirigida hacia las mujeres negras transgénero y cisgénero en la cultura visual y popular estadounidense. 
El concepto de misoginia se fundamenta en la teoría de la interseccionalidad, que analiza cómo diversas identidades sociales como la raza, el género, la clase, la edad, la capacidad y la orientación sexual se interrelacionan en los sistemas de opresión.

## Denominación
La misoginia de las mujeres negras ha sido también llamada misogynoire o misogynoir, neologismo creado en 2008 por la académica estadounidense Moya Bailey, que era estudiante.
En español ha sido traducido y trasladado por misoginegra' o misoginegro.

## Desarrollo del concepto
Bailey acuñó el término misogynoir mientras era estudiante de posgrado en Emory University (Bailey utilizó el término por primera vez en un ensayo de 2010 para el blog Crunk Feminist Collective titulado "They Aren't Talking About Me...".) para referirse a la misoginia hacia las mujeres negras en la música hip-hop. Combina los términos misoginia y noir para denotar lo que Bailey describe como la forma única de misoginia antinegra a la que se enfrentan las mujeres negras, especialmente en la cultura visual y digital. También consideró la sistagyny antes de decidirse por el misogynoir. Bailey y la coautora Whitney Peoples describen esta variedad de misogia como:
una combinación de misoginia, 'el odio a las mujeres', y 'negro' pero también conlleva connotaciones cinematográficas y mediáticas. Se trata de una amalgama particular de racismo y misoginia contra los negros en la cultura y los medios de comunicación populares que se dirige a las mujeres negras trans y cis.